# Rugby Club Odense
Rugby Club Odense er en dansk rugbyklub, der er hjemmehørende i Odense. Klubben er rugbyafdelingen af Holluf Pile og Tornbjerg Idrætsforeningen. Holdet består af et damehold, et herrehold og flere ungdomshold
| Rugby | Spire Denne artikel om rugby er en spire som bør udbygges. Du er velkommen til at hjælpe Wikipedia ved at udvide den. |